# Pace eternă
Forever Peace - Pace eternă este un roman science-fiction din 1997 al lui Joe Haldeman . A câștigat premiul Nebula, premiul Hugo și premiul Memorial John W. Campbell în 1998.
Evenimentele romanului au loc în viitorul apropiat pe Pământ, unde sistemul politic este foarte instabil din cauza distribuției inegale a resurselor. Conflictele locale apar constant în care statele dezvoltate folosesc vehicule de luptă controlate de la distanță, care sunt neobișnuit de puternice și practic indestructibile. Julian Klass este unul dintre operatorii de vehicule de luptă, care este grav afectat negativ de munca sa și de războaiele în general. În același timp, o forță necunoscută încearcă să înceapă un mare război.

## Rezumat
Deși titlul său este similar cu The Forever War și ambele romane tratează soldații în viitor, Forever Peace nu este o continuare directă și are loc într-un viitor diferit al Pământului, mult mai aproape de zilele noastre. 
Folosind roboți controlați de la distanță, numiți „soldați” (care sunt aproape invincibili), militarii Alianței luptă cu gherilele din lumea a treia într-o serie interminabilă de războaie conduse de economie. Deoarece numai primele națiuni mondiale posedă tehnologia nanoforge care poate produce orice din materiale de bază, conflictul este asimetric. 
Romanul este povestit parțial în narațiunea la persoana întâi de personajul principal, Julian Class, și parțial de un narator anonim la a treia persoană, care este capabil să comenteze aspecte din personalitatea și istoricul lui Julian. 
Protagonistul principal, Julian Class, este un fizician și un mecanic care operează un soldat. Datorită implanturilor electronice din craniile lor, mecanicii sunt conectați de la distanță atât la mașini, cât și la unul la celălalt, putând experimenta bătălii prin mașini și citi gândurile altor mecanici care sunt conectați simultan. 
După ce au încercat să se sinucidă, Julian și iubita sa, Amelia "Blaze" Harding, sunt conștienți de o problemă implicând un proiect automat de fizica particulelor care ar putea declanșa un nou Big Bang care ar distruge Pământul și restul universului. Deoarece este atât de ușor de făcut, se speculează că universurile nu ar putea avea decât durata de viață a primei civilizații care încearcă un astfel de proiect. Când Julian, Blaze și un alt fizician își trimit scrierile la comisia de revizuire a jurnalului, ei devin ținta lui „The Hammer of God - Ciocanul lui Dumnezeu”, un cult creștin cu misiunea de a grăbi un sfârșit anticipat al universului. Deoarece Ciocanul lui Dumnezeu are o prezență secretă în întregul guvern, Julian și Blaze sunt la un pas de a fi asasinați. 
Marty Larrin, unul dintre inventatorii tehnologiei implanturilor, îi recrutează pe Julian și Blaze în încercarea de a folosi tehnologia pentru a pune capăt războiului pentru toate timpurile; un secret puțin cunoscut este acela că legătura cu altcineva pentru o perioadă suficient de lungă (aproximativ două săptămâni) va elimina psihologic capacitatea de a ucide o altă ființă umană. Prin „umanizarea” întregii lumi, tehnologia periculoasă nu ar fi o problemă pentru supraviețuirea umană. Ei fac acest lucru, opresc construcția acceleratorului de particule și, în cele din urmă, războiul este încheiat. 

## Recepție
- Câștigător al premiului Hugo, 1998 [2] [3]
- Câștigător al premiului Nebula, 1998  [4]
- Câștigător al premiului Memorial John W. Campbell, 1998  [5]
- Candidat la Premiul Locus, 1998  [6]